# Ovém

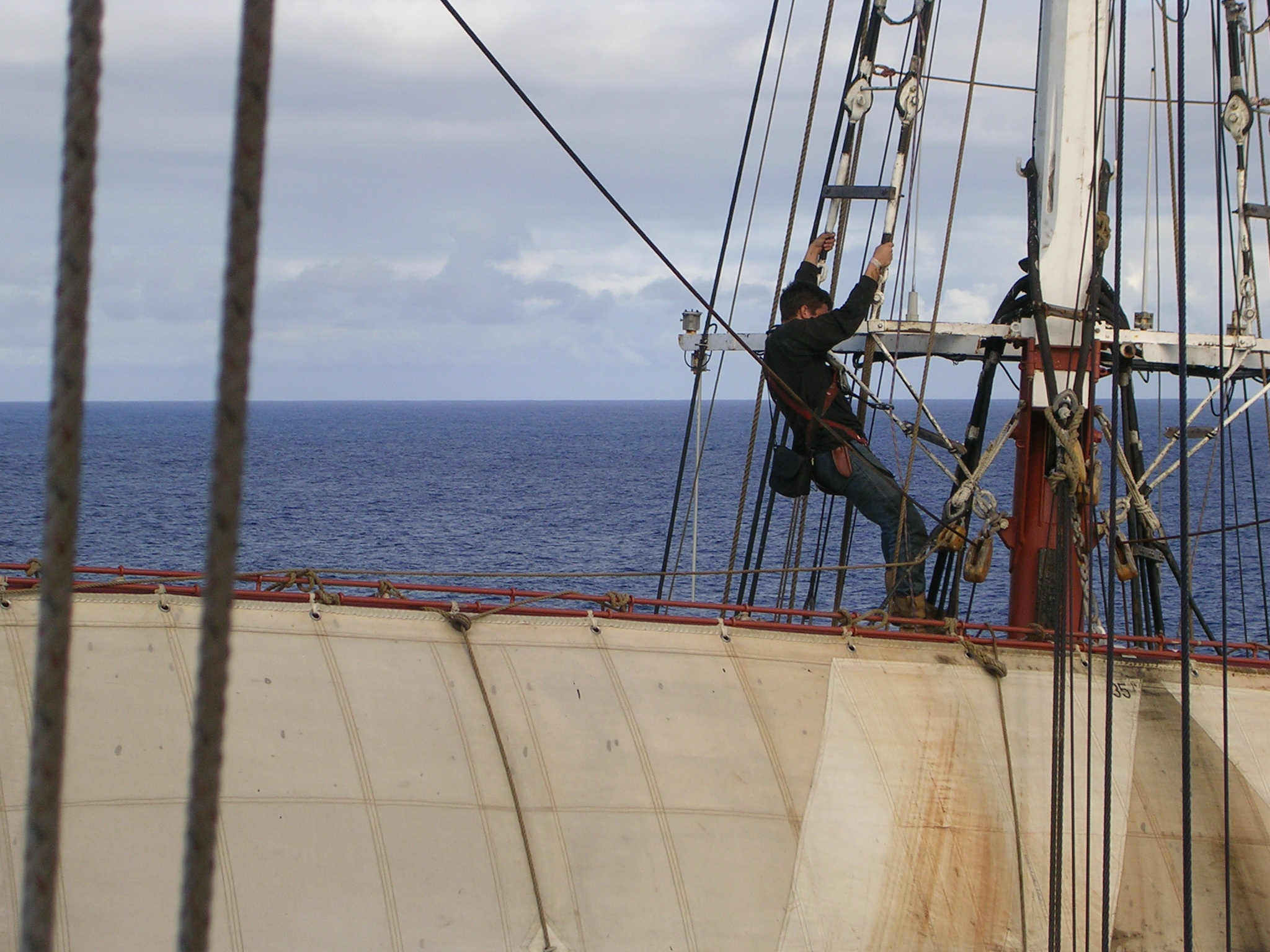
Vista dos ovéns à altura do cesto da gávea

Os ovéns são os grossos cabos que sustentam o mastro às laterais do casco. Atualmente emprega-se mais o termo brandal e usa-se o ovém para os grandes veleiros.
Estes cabos eram frequentemente os cabos mais grossos a bordo, e eram retesados nos estaleiros recorrendo muitas vezes à força de tracção de juntas de bois. Era fundamental que os cabos de ambos os lados do mastro estivessem equilibrados (com a mesma tensão), para evitar que o mastro sob a força do mar e do vento não cedesse.

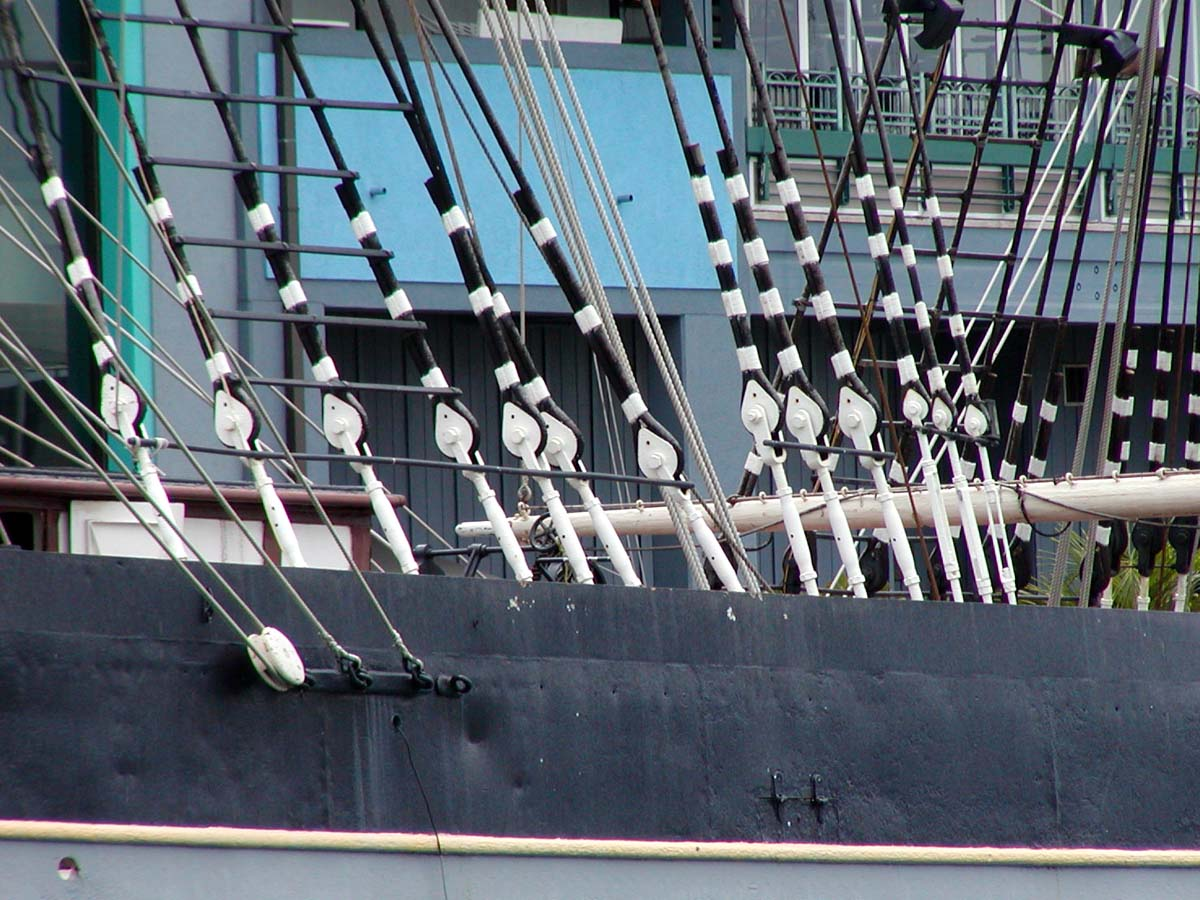
Ovéns fixos na mesa da enxárcia

Juntamente com os brandais, os ovéns, e os estais constituem a enxárcia. São nomeados de cima para baixo, do mastaréus dos joanetes para os vaus, dos mastaréus da gávea para o cesto. São fixos nas mesas das enxárcias.
A ruptura dos ovéns punha em causa a capacidade do navio continuar a navegar em segurança, razão pela qual nas batalhas navais durante a navegação à vela eram o alvo principal da artilharia.